# Dreikönigenpforte

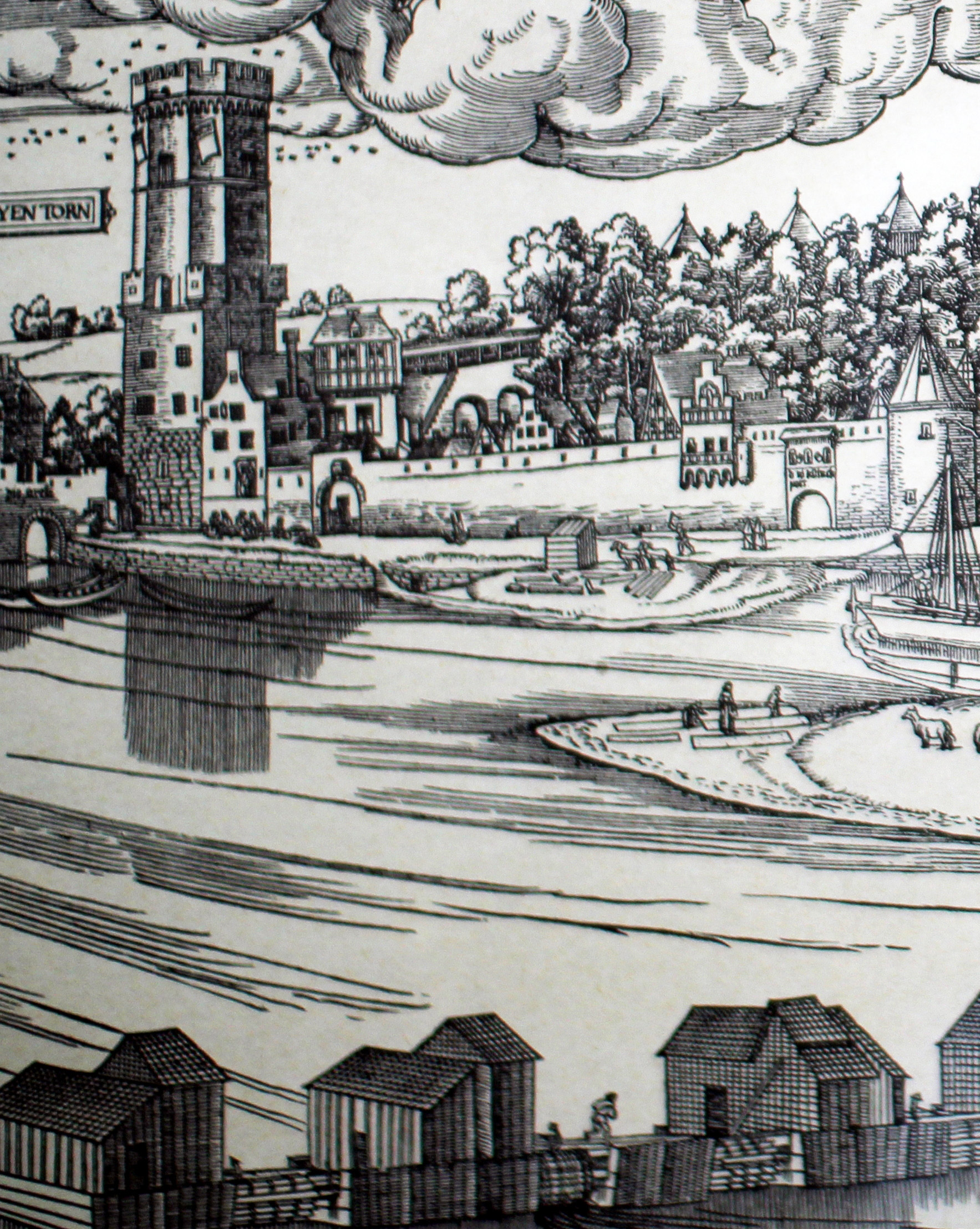
Bayenturm bis Dreikönigenpforte nach Anton Woensams Holzschnitt von 1531

Die mittelalterliche Dreikönigenpforte war ein kleiner Tordurchgang der rheinseitigen Stadtbefestigung Kölns. Sie wurde in den Quellen für das Jahr 1296 als „porta r(h)eni“ erstmals erwähnt. Sie ist nicht zu verwechseln mit dem erhaltenen Dreikönigenpförtchen an der nur wenige hundert Meter entfernten romanischen Kirche St. Maria im Kapitol.

## Geschichte
Die Rheinmauer war wie die feldseitige Ringmauer ein Bauwerk des 13. Jahrhunderts. Mit diesen ergänzenden Mauerstrecken schloss die Stadt rheinseitig den entstehenden äußeren Halbkreis der Befestigungsanlagen, die sich zwischen dem Bayenturm im Süden – und dem Kunibertsturm im Norden der Stadt erstreckten.
Mit der zusätzlich zur Feldseite errichteten Mauer am Rhein hatte die Stadt eine vorsorgliche Maßnahme ergriffen, verhielt sich aber an der schon durch den Strom geschützten Seite bis zum 15. Jahrhundert recht sorglos. So wurde zugelassen, dass die Mauer an vielen Stellen für private Zwecke überbaut wurde, indem an oder über ihr Erker und sogar Sommerhäuser entstanden. Die Baugenehmigungen waren allerdings mit dem Vorbehalt verknüpft worden, dass die Baulichkeiten im Verteidigungsfall der Stadt zur Verfügung stehen mussten. Das Gleiche galt für die von der Stadt selbst verpachteten oder veräußerten Immobilien an oder in der Ring- und Rheinmauer, wie beispielsweise für die von ihr verkaufte Hasenpforte am Thurnmarkt und weitere Bauten. Im 15. Jahrhundert wurden strengere Maßstäbe angelegt und gegen die Zustände und Auswüchse an der Rheinmauer eingeschritten.

### Lage des Tores
Die Stadtmauer dieses südlichen Abschnittes flankierte der oberhalb des Stromes und dessen „Warftgeländes“ verlaufende Leinpfad zum Treideln der stromauf fahrenden Boote und Frachtschiffe, sowie die der Stadt zugewandte, zwischen der Bayenpforte und dem Holzmarkt verlaufende Bayenstraße.
Die in den Quellen als litus Reni bezeichneten Liegenschaften oberhalb der Bayenstraße waren der „Hof Beyen“ mit etwa 300 Morgen (im Besitz der Jungfern von St. Claren) südlich der später Dreikönigenstraße genannten Drancgazze (1188–1210), sowie das nördlich von dieser gelegene Gelände des Linhofes, das seit 1287 zum Besitz der Fraternität der Leinschläger gehörte.

### Wandel der Torbezeichnungen
Auf dem Gelände des Linhofes wurde 1401 eine Krautmühle errichtet, nach der die Pforte vorerst den offiziellen Namen „porta molendinorum“ erhielt, aber von der Bevölkerung Mühlenpforte genannt wurde. Hinzu kam, dass sich im vorderen Bereich des Stromes Rheinmühlen ansiedelten, deren Verlegung vom bisherigen Ankerplatz in Höhe der Mühlengasse („platea molendinorum“) der Altstadt erst um 1582 abgeschlossen wurde. 1427 wurde sie als „Molenportzgin“ gegenüber der Dreikönigenstraße erwähnt. Im Jahr 1470 wurde das Tor als „Lynhofporz“ erwähnt, jedoch spätestens seit 1493 nannte man es dauerhaft die Dreikönigenpforte. Die Schreinseintragung des Jahres 1493 liefert zugleich auch die Begründung für den Namenswechsel. In ihr hieß es:
„up dem Warve by dem Koenyncksportzgin, da die hylige drij koenynk gemaelt staint“.
Diese Abbildungen der drei Weisen wurden über dem Torbogen aufgebracht und wurden auf der Kölner Stadtansicht von 1531 des Anton Woensam angedeutet. Diese Arbeit, Woeensams „Große Ansicht von Köln“, ist bis heute erhalten.

### Mauerabschnitt Bayen
Nach Woensam schloss sich nördlich der Torburg Bayenturm ein erster Überbau der Rheinmauer an, dem im weiteren Verlauf der Mauer ein bogenüberspannter Türdurchlass folgte. Die weitere Mauer lag an ihrer der Stadt abgewandten Seite bis zu dem auskragenden Erker eines Privathauses frei.
Über dem Erker folgte oberhalb der Mauerkrone ein massiver, mit einem Staffelgiebel aufragender Bau, der dem westlich der Bayenstraße gelegenen und in den Schreinsakten bereits 1302 angeführten Hof Brempt (später Bremt) zugehörte. Der Überbau, Haus Siegburg nach einer Familie Jakob von Siegburg benannt und von dieser bis 1598 bewohnt, war als Wiekhaus (in Köln als „Wichhus“ = Kampfhaus bezeichnet) in das Verteidigungssystem der Stadt integriert und von den Wehrgängen zugänglich. Diesem mit der Mauer verbundenen Gebäude folgte die Dreikönigenpforte, die mit den über ihr aufgemalten Heiligenfiguren der drei Weisen verziert worden war.
Neben ihr schloss sich einer der zahlreichen in der Stadtmauer errichteten Wachttürme an, ein das Tor mit einem Kegeldach überragender halbrunder Mauerturm, der in der Wachtordnung des Jahres 1468 als neuer Turm bezeichnet wurde.

### Verlust der Funktion und Abbruch

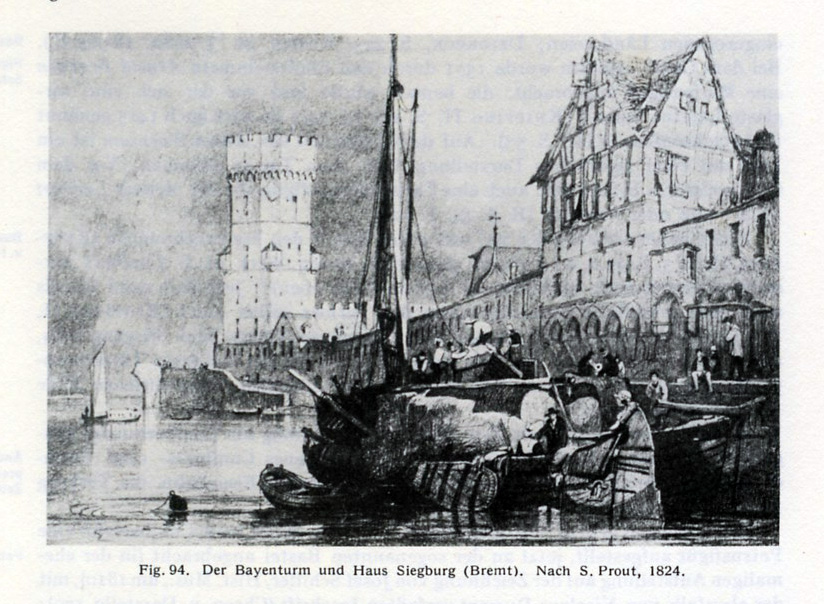
Bayenturm und Haus Siegburg (Bremt) nach S. Prout 1824

Seine Funktion als Tordurchgang verlor die Dreikönigenpforte schon zu Beginn des 15. Jahrhunderts. Nach Keussen soll der Torbogen bereits 1407 vermauert worden sein, blieb aber als Bauwerk zu Verteidigungszwecken erhalten. Die Bemalungen über dem Torbogen wurden in späterer Zeit durch zwei Wappenschilder ersetzt, deren Felder vergoldete Messingkronen zierten. Das Nachbarhaus Siegburg/Bremt war nach einer Darstellung Wenzel Hollars um 1635 in baufälligem Zustand und wurde im Jahr 1658 restauriert. Das Obergeschoss mit dem Stufengiebel wurde abgetragen und über der Kammer des „Wichhauses“ erhielt der Bau einen neuen Fachwerkaufbau mit Spitzgiebeln zu allen Seiten. Der hohe Bau wurde allgemein als „Prospectus“ auf den Rhein angesehen. Das Haus bot so mit dem alten Bayenturm einen malerischen Anblick, der für zahlreiche Künstler dieser Zeit Anlass war, ein Panorama dieses Rheinabschnittes zu malen.
So ist einer Darstellung des Malers „S. Prout“ aus dem Jahr 1824 zu verdanken, dass der zu dieser Zeit noch erhaltene, wenn auch nicht mehr ursprüngliche Bau des Dreikönigentores, im Bild überliefert ist. Das Bild zeigt rechts neben dem aufragenden Haus Siegburg den um zwei Geschosse niedriger anliegenden Bau des ehemaligen Tores, der in preußischer Zeit mit schießschartenähnlichen Öffnungen versehen wurde. 1849 erfolgte der Abbruch des Hauses Siegburg/Bremt und 1854 folgte der Abriss des alten Torbaues.

## Erinnerungen an das vergangene Stadttor

### Symbol der Drei Könige
Der letzte Besitzer des Hofes Bremt, der Scholaster „zum Pütz“ des Stiftes St. Severin, hatte drei Messingkronen der Dreikönigenpforte in seinem Generationenfundus, die von ihm 1819 der Stadt zurückgegeben wurden und an der Rathausfront des Alter Marktes ihren Platz erhielten, über ihren Verbleib ist derzeit nichts bekannt.

### Dreikönigenstraße
Die zur Dreikönigenstraße gewordene alte südliche Trankgasse (wie die nördliche zwischen Dom und Hauptbahnhof), führte von dem Tor der Immunität des Stiftes St. Severin An der Eiche an das Rheinufer. Die bis 1210 Drancgazze genannte Straße blieb in der Folge ihrem Namensgeber, dem Tor mit den Bildern der drei Könige treu. Selbst in der Franzosenzeit war dies der Fall, man gab der Straße am 1. Januar 1813 im Itinéraire de Cologne den Namen Rue des trois Rois.